# Martin Busen

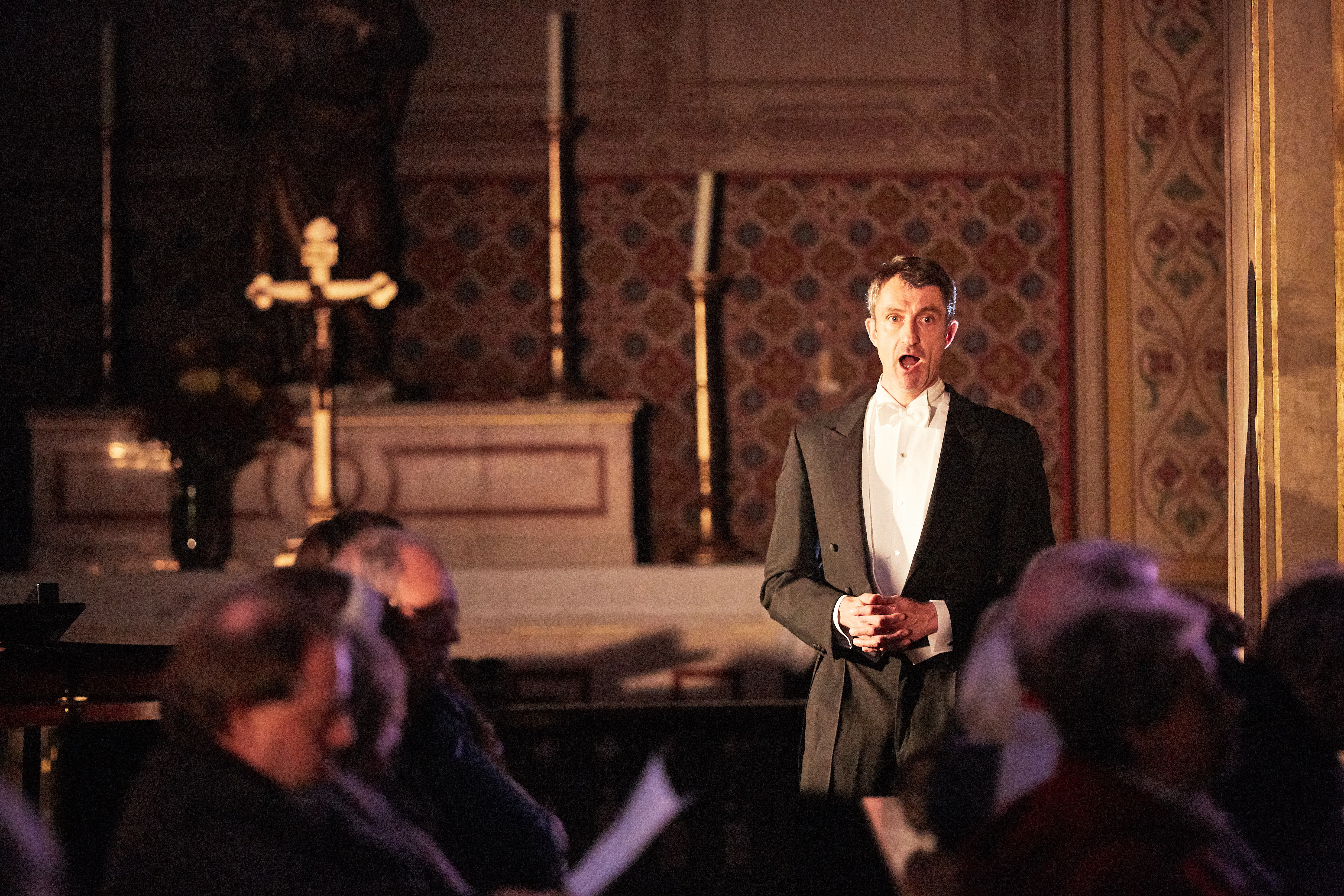
Liederabend Ludwigskirche München 2019

Martin Busen (* 26. Juni 1970 in München) ist ein deutscher Opern- und Konzertsänger (Bassbariton). Er lebt in Frankfurt und München.

## Leben
Martin Busen absolvierte sein Gesangsstudium in seiner Heimatstadt an der Hochschule für Musik und Theater München bei Reri Grist und Daphne Evangelatos. Im Rahmen von Hochschulproduktionen konnte der Bassbariton frühzeitig Bühnenerfahrung sammeln. Martin Busen war Gewinner des Claire-Gelda-Stipendiums für Koloraturgesang und Stipendiat des Deutschen Bühnenvereins.
Nach 2 Jahren im Opernstudio der Oper Köln führten ihn Gastverträge u. a. nach Aachen, an die Deutsche Oper am Rhein, Osnabrück, Bielefeld, Wiesbaden, zur Ruhrtriennale (Eröffnungsproduktion „Deutschland Deine Lieder“ (ML: Parviz Mir Ali, R: Matthias Hartmann), Erster Priester in „Die Zauberflöte“ (ML: Marc Minkowski, R: La Fura dels Baus, Marc Minkowski)) und ans Münchener Prinzregententheater mit Glanerts „Scherz, Satire, Ironie und tiefere Bedeutung“.
Bei den Bregenzer Festspielen wirkte er 2004 in Kurt Weills „Der Protagonist“ (ML: Yakov Kreizberg, R: Nicolas Brieger) und in den „Sieben Todsünden“ mit, 2006/2007 dann als Sciarrone in der „Tosca“ (ML: Ulf Schirmer, R: Philip Himmelmann) auf der Seebühne.
Von 2006 bis 2011 war Martin Busen als Ensemblemitglied am Nationaltheater Mannheim u. a. als Sprecher in „Die Zauberflöte“, Angelotti in „Tosca“, Bartolo im „Barbier von Sevilla“, als Zuniga in „Carmen“, Foltz und Nachtwächter in „Die Meistersinger von Nürnberg“, Kuno in „Der Freischütz“, als Alfred P. Doolittle in „My Fair Lady“ sowie als Truffaldino in „Ariadne auf Naxos“ zu erleben und ist dem Haus als Gast weiterhin eng verbunden.
An der Staatsoper Hannover trat er als Simone in „Gianni Schicchi“, Schwarz in „Die Meistersinger von Nürnberg“, Mesner/Sciarrone in „Tosca“, Masetto in „Don Giovanni“, Plunkett in Henzes „Die Englische Katze“, Bürgermeister in Henzes „Der junge Lord“ und in den Kinderopern „Münchhausen“ und „Moby Dick“ auf.
Als Mesner in „Tosca“, Kanzler in „Die Prinzessin auf der Erbse“ von Ernst Toch und Großmutter/Hahnkerl in „Wo die wilden Kerle wohnen“ von Oliver Knussen gastierte er mehrfach an der Deutschen Oper am Rhein.
Zu seinem Konzertrepertoire zählen neben Werken von Haydn, Mozart, Rheinberger, Mendelssohn und Bach (Jesus in der „Johannespassion“/Aachener Dom, „Weihnachtsoratorium“/Alte Oper Frankfurt) auch Elgars „The Apostles“, Schumanns „Faust-Szenen“ (Kölner Philharmonie) und Tippetts „A Child of our Time“.
Seit 2007 ist Martin Busen häufig Gast bei den Zaterdagmatineen mit dem Radio Filharmonisch Orkest Amsterdam im Concertgebouw, so u. a. mit dem Pharnaces in Zemlinskys „König Kandaules“, mit Bruckners f-moll Messe, als Ortel in „Die Meistersinger von Nürnberg“, als Dijab in Henzes „L’Upupa“ (ML: Markus Stenz) und als Arzt in „Pelléas et Mélisande“ (ML: Serge Baudo).
Am Staatstheater Mainz gastierte er 2019 als Herold und Farfarello in Prokofjews  „Die Liebe zu den drei Orangen“ und Schtschelkalow in Mussorgskys „Boris Godunow“.
Einen Schwerpunkt seiner künstlerischen Arbeit bilden Moderne Musik und Uraufführungen: Im Jahr 2000 „anderes selbst“ von Charlotte Seither bei der Biennale in der Bundeskunsthalle Bonn, 2002 „Doktor Popels fiese Falle“ von Moritz Eggert an der Oper Frankfurt, 2004 „Der siebte Himmel in Vierteln“ von Max Nagl/Franzobel im Wiener Museumsquartier und bei den Bregenzer Festspielen, am Nationaltheater Mannheim 2010 „Montezuma“ von Bernhard Lang und 2014 „Böse Geister“ von Adriana Hölszky, was zur Uraufführung des Jahres gewählt wurde.
Im Rahmen des Festivals „wien modern“ wirkte Martin Busen im November 2015 bei der Uraufführung von „whatever works“ von Manuela Kerer und Arturo Fuentes im Rabenhoftheater mit, im Mai 2018 bei der Uraufführung von „Argo“ von José María Sánchez-Verdú zur Eröffnung der Schwetzinger Festspiele/Staatstheater Mainz und im November 2019 beim Liederabend „Licht, Lied, Ludwigskirche“ im Rahmen der 5. Lichtwoche München mit der Uraufführung von „La Noche Serena“ von Stephan Heuberger.

## Partien (Oper und Konzert)

### Uraufführungen
- Stephan Heuberger: La Noche Serena (español) Bariton – 2019 Licht, Lied, Ludwigskirche/St.Ludwig München
- José María Sánchez Verdú: Argo (deutsch) Jason – 2018 Schwetzinger Festspiele/Staatstheater Mainz
- Mischa Tangian: Moby Dick (deutsch) Queequeg – 2016 Staatsoper Hannover/Ballhof Eins
- Manuela Kerer/Arturo Fuentes: Whatever works (deutsch) Fahrer 3 – 2015 Wien modern/Rabenhoftheater Wien; Stadttheater Bozen
- Jan Masanetz: Münchhausen (deutsch) Agent 1/Fantasiegestalt 1 – 2015 Staatsoper Hannover/Ballhof Eins
- Adriana Hölszky: Böse Geister (deutsch) Stepan – 2014 Nationaltheater Mannheim
- Bernhard Lang: Montezuma – Fallender Adler (deutsch) Pinotzin/Cortéz’ Schatten – 2010 Nationaltheater Mannheim
- Max Nagl/Franzobel: Der siebte Himmel in Vierteln (deutsch) Kalafati Wozniak – 2005 Museumsquartier Wien; Bregenzer Festspiele/Werkstattbühne
- Ostermaier/Mir Ali: Deutschland, Deine Lieder (deutsch) Erster Bass – 2002 Zeche Zollverein Essen/Premiere Ruhrtriennale, Schauspielhaus Bochum
- Moritz Eggert: Dr. Popels fiese Falle (deutsch) Der böse Zauberer Dr.Popel/Moritz Eggert – 2002 Oper Frankfurt
- Charlotte Seither: anderes/selbst (deutsch) Mann – 2000 Biennale/Bundeskunsthalle Bonn

### Oper
- Johann Christian Bach: Amadis des Gaules (français) L’Ombre de Ardan Canil
- Georges Bizet: Carmen (français) Zuniga
- Benjamin Britten: Albert Herring (deutsch) Mr. Budd
- Claude Debussy: Pelléas et Mélisande (français) Médecin
- Gaetano Donizetti: Roberto Devereux (italiano) Un Familiare
- Umberto Giordano: – Andrea Chenier (français) Maiordomo; Fouquier Tinvill  – Il Re (deutsch) König
- Detlev Glanert: Scherz, Satire, Ironie und tiefere Bedeutung (deutsch) Vierter Naturhistoriker
- Hans Werner Henze: – L’Upupa (deutsch) Dijab  – Die englische Katze (deutsch) Mr. Plunkett Staatsanwalt  – Der junge Lord (deutsch) Bürgermeister
- Paul Hindemith: Neues vom Tage (deutsch) Vierter Manager
- Oliver Knussen: Wo die wilden Kerle wohnen (deutsch) Hahnkerl
- Ernst Krenek: Schwergewicht oder die Ehre der Nation (deutsch) Adam Ochsenschwanz
- Frederick Loewe: My Fair Lady (deutsch) Alfred P. Doolittle
- Gian Carlo Menotti: The Telephone (deutsch) Ben
- Wolfgang Amadeus Mozart: - Don Giovanni (italiano) Masetto  – Le Nozze di Figaro (italiano/deutsch) Bartolo  – Die Zauberflöte: (deutsch) Erster Priester; Sprecher; Zweiter Geharnischter
- Modest Mussorgskij: Boris Godunow (русский) Schtschelkalow
- Jacques Offenbach: Les Brigands (français) Précepteur  – Les Contes d’Hoffmann: (français/italiano/deutsch) Wilhelm; Schlemihl; Hermann  – Amilcare Ponchielli: La Gioconda (italiano) Zuàne
- Sergej Prokofjew: Die Liebe zu den drei Orangen (deutsch) Herold; Farfarello
- Giacomo Puccini: – La Bohème (italiano) Benoît; Alcindoro  - La Fanciulla del West (italiano) Jim Larkens, Billy Jackrabbit  – Il Tabarro (italiano) Talpa  – Gianni Schicchi (italiano) Betto di Signa; Simone  – Madama Butterfly (italiano) Yamadori                              – Tosca (deutsch) Sciarrone; Angelotti; Sagrestano
- Maurice Ravel: L’enfant et les sortilèges (deutsch) Le Fauteuil; L’Arbre
- Ottorino Respighi: Dornröschen (deutsch) König
- Gioacchino Rossini: Il Barbiere di Siviglia (italiano) Bartolo
- Richard Strauss: Ariadne auf Naxos (deutsch) Truffaldino  – Salome (deutsch) Zweiter Soldat; Fünfter Jude  – Der Rosenkavalier (deutsch) Polizeikommissar
- Ernst Toch: Die Prinzessin auf der Erbse (deutsch) Kanzler
- Manfred Trojahn: Was ihr wollt (deutsch) Vierter Mann; Gerichtsdiener
- Pjotr Iljitsch Tschaikowski: Eugen Onegin (русский) Saretzki
- Viktor Ullmann: Der Kaiser von Atlantis (deutsch) Lautsprecher
- Giuseppe Verdi: – Macbeth (italiano) Medico; Sicario  – Otello (italiano) Montano  – La Traviata (italiano) Marquis d Óbigny – Un Ballo in Maschera (italiano) Tom
- Richard Wagner: Lohengrin (deutsch) Dritter brabantischer Edler  – Die Meistersinger von Nürnberg (deutsch) Hermann; Hans Foltz; Hans Schwarz; Nachtwächter
- Carl Maria von Weber: Der Freischütz (deutsch) Cuno
- Kurt Weill: Der Protagonist (deutsch) Richard  – Die sieben Todsünden (deutsch) Bariton
- Alexander von Zemlinsky: Der König Kandaules (deutsch) Pharnaces; Philebos

### Konzert/Lied
- Johann Sebastian Bach: – Diverse Kantaten (deutsch) Bass  – Johannespassion (deutsch) Jesus  – Weihnachtsoratorium (deutsch) Bass
- Anton Bruckner: Große Messe f-moll (lateinisch) Bass
- Edward Elgar: The Apostles (english) St. Peter
- Joseph Haydn: Nelsonmesse (lateinisch) Bass  -Theresienmesse (lateinisch) Bass
- Franz Liszt: Via Crucis (lateinisch) Bariton
- Alma Mahler: „Die stille Stadt“ (deutsch) Bariton
- Gustav Mahler: „Um Mitternacht“ Bariton
- Felix Mendelssohn Bartholdy: Vom Himmel hoch (deutsch) Bariton
- Claudio Monteverdi: Vespro della Beata Vergine (lateinisch) Bass
- Max Reger: „Morgen!“ Bariton
- Josef Gabriel Rheinberger: Der Stern von Bethlehem (deutsch) Bariton
- Franz Schubert: Messe Es-Dur (lateinisch) Bass
- Robert Schumann: – Szenen aus Goethes Faust (deutsch) Mephistopheles  – Böser Geist Pater Profundus Bass
- Richard Strauss: „Morgen!“, „Heimliche Aufforderung“, „Ruhe, meine Seele“, „Traum durch die Dämmerung“ (deutsch) Bariton
- Michael Tippett: A Child of our Time (english) Bass
- Richard Wagner: „Der Engel“ (deutsch) Bariton

## CDs/DVDs
- CD: Werner Henze: L'Upupa und der Triumph der Sohnesliebe. Radio Filharmonisch Orkest, Members of the Groot Omroepkoor, Markus Stenz, ZaterdagMatinee, Concertgebouw Amsterdam, 2012. Digital broadcast from Radio 4 on 2 CDs
- CD: Claude Debussy: Pelléas et Mélisande. Groot Omroepkoor & Radio Filharmonisch Orkest, Serge Baudo, ZaterdagMatinee, Concertgebouw Amsterdam, 14.11.2009. Recorded via FM – direct broadcast Radio 4 (NL)
- CD: Der siebte Himmel in Vierteln. 28 Götter im Kurzporträt. Von: Kerstin Tretina. ORF, 2004
- CD: Helga Pogatschar: Titus Trash Tatar. Chrom Records, 1999. CRO 6162
- DVD: Giacomo Puccini: Tosca. Bregenzer Festspiele mit den Wiener Symphonikern unter Ulf Schirmer. OR, 2008. Phoenix Edition 801